# Scrophularia umbrosa
Scrophularia umbrosa là một loài thực vật có hoa trong họ Huyền sâm. Loài này được Dumort. miêu tả khoa học đầu tiên năm 1827.